# Адвентисты седьмого дня в Коста-Рике
Церковь адвентистов седьмого дня в Коста-Рике — часть Всемирной Церкви Адвентистов Седьмого Дня и входит в состав  Интер-Американского дивизиона. Число адвентистов в Коста-Рике — 57647 человек. Отношение численности адвентистов седьмого дня ко всему населению 1:78.

## История
Впервые адвентисты седьмого дня прибыли в Коста-Рику в начале XX века, когда адвентистский миссионер Ф. Хатчинс посетил город Лимон на восточном побережье Коста-Рики на своей миссионерской шхуне под названием «Геральд». Первыми постоянными миссионерами стали группа литературных евангелистов, прибывшая сюда в 1902 году. Год спустя, один из них, И. Найт, сообщил в «Ревью энд Геральд» о том, что были крещены 10 человек и организована церковь, в которой были 26 членов в городе по соседству с Лимоном. К 1928 году там было 4 церкви и 148 членов церкви.